# Weltmeisterschaften im Modernen Fünfkampf 1993
Die Weltmeisterschaften im Modernen Fünfkampf 1993 fanden bei den Herren und den Damen in Darmstadt, Deutschland, statt.

## Herren

### Einzel
| Platz | Land                   | Sportler           |
| ----- | ---------------------- | ------------------ |
| 1     | Vereinigtes Königreich | Richard Phelps     |
| 2     | Ungarn                 | László Fábián      |
| 3     | Frankreich             | Sébastien Deleigne |

### Staffel
| Platz | Land       | Sportler                                             |
| ----- | ---------- | ---------------------------------------------------- |
| 1     | Ungarn     | László Fábián Attila Kálnoki Kis Attila Mizsér       |
| 2     | Frankreich | Frédéric Clercq Oliver Clergeau Sébastien Deleigne   |
| 3     | Italien    | Alessandro Conforto Roberto Bomprezzi Cesare Toraldo |

## Damen

### Einzel
| Platz | Land     | Sportlerin       |
| ----- | -------- | ---------------- |
| 1     | Dänemark | Eva Fjellerup    |
| 2     | Polen    | Iwona Kowalewska |
| 3     | Polen    | Dorota Idzi      |

### Staffel
| Platz | Land     | Sportlerinnen                                            |
| ----- | -------- | -------------------------------------------------------- |
| 1     | Russland | Tatjana Tschernezkaja Jelisaweta Suworowa Irina Krasnowa |
| 2     | Italien  | Barbara Boccolari Cristina Minelli Emanuela Gabella      |
| 3     | Ungarn   | Iréne Kovács Mónika Pécsi Andrea Tulok                   |

## Medaillenspiegel
| Platz | Land                   | Goldmedaille | Silbermedaille | Bronzemedaille |
| 1     | Ungarn                 | 1            | 1              | 1              |
| 2     | Vereinigtes Königreich | 1            | –              | –              |
| 2     | Sowjetunion            | 1            | –              | –              |
| 2     | Dänemark               | 1            | –              | –              |
| 5     | Polen                  | –            | 1              | 1              |
| 5     | Frankreich             | –            | 1              | 1              |
| 5     | Italien                | –            | 1              | 1              |